# Regeringen Løvland

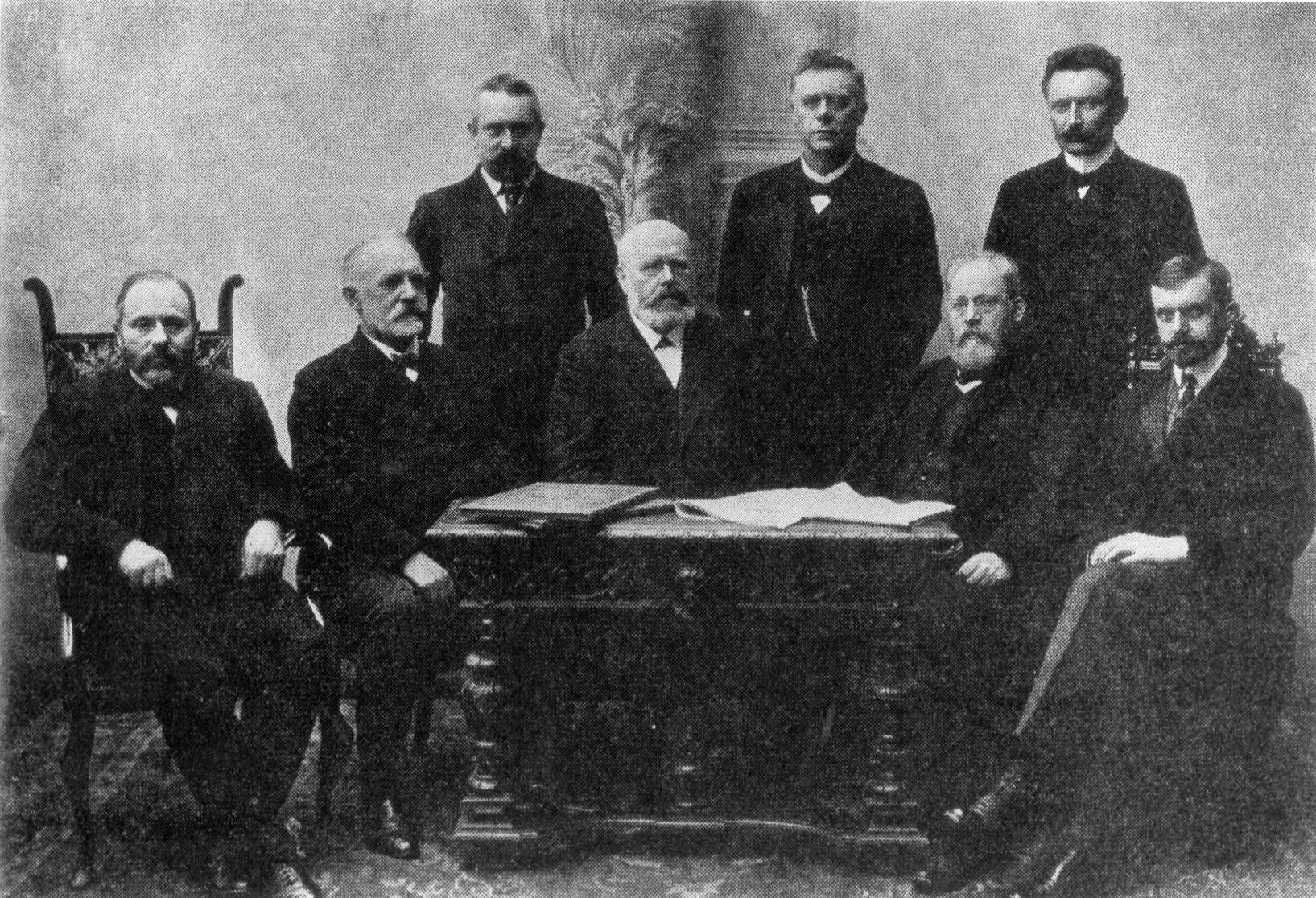
Regeringen Løvland

Regeringen Løvland var en norsk regering som tillträdde den 23 oktober 1907. Det var en koalitionsregering med Venstre och Moderate Venstre. Regeringen avgick den 19 mars 1908. Statsminister och utrikesminister var Jørgen Løvland.